# 人生真美麗
，是一部2022年上映的韓國愛情電影。這是《国家破产之日》導演崔國熙執導的作品，由柳承龍、廉晶雅、朴世阮及前限定人氣男團Wanna One成員邕聖祐主演，於2022年9月28日於韓國上映，台灣上映時間確定為2022年10月14日，香港及澳門上映時間確定為2022年10月20日。

## 劇情介紹
為了作為自己的生日禮物要去尋找初戀，提出這樣荒唐要求的妻子“勢娫”和不得已和她一起穿梭全國各地展開往昔旅行的的丈夫“陳奉”，他們用歡快的節奏和旋律唱出我們的人生，這是韓國國內首部音樂盒音樂劇電影。

## 演員陣容

### 主要人物
- 柳承龍 飾演 姜振奉
- 廉晶雅 （童年：朴世阮） 飾演 吳勢娫
- 邕聖祐 飾演 朴正宇

### 其他人物
- 夏賢尚 飾演 姜瑞鎮
- 金觰璘（朝鲜语：김다인 (2006년생 배우)） 飾演 姜叡珍
- 沈達琪 （成年：廉惠蘭（特别出演）） 飾演 玄晶
- 柳順雄 飾演 木浦照相館的主人

### 特别出演
- 金惠玉 飾演 姜陳奉的母親
- 朴英奎 飾演 姜陳奉的父親
- 高昌錫 飾演 姜陳奉的上司
- 金善映 飾演 朴正雅
- 柳賢慶 飾演 姜叡珍的班主任
- 全茂松 飾演 崔氏老爺爺
- 申信愛 飾演 東灘家大嬸
- 金鍾洙 飾演 木浦高中職班老師

## 原聲帶
| 曲序 | 曲目                           | 演唱                                           |
| ---- | ------------------------------ | ---------------------------------------------- |
| 1.   | 早場優惠（原唱：李文世）       | 柳承龍、廉晶雅                                 |
| 2.   | 不可預知的人生（原唱：李文世） | 柳承龍、廉晶雅、高昌錫                         |
| 3.   | 無法入眠的夜晚（原唱：李承哲） | 廉晶雅                                         |
| 4.   | 單身禮讚（原唱：李文世）       | 柳承龍、廉晶雅                                 |
| 5.   | 去釜山的話（原唱：崔白虎）     | 柳承龍                                         |
| 6.   | 冰淇淋之戀（原唱：林炳秀）     | 朴世阮、邕聖祐、梁秉哲                         |
| 7.   | 不要說再見（原唱：李承哲）     | 柳承龍、廉晶雅、朴英奎                         |
| 8.   | 美人（原唱：申重鉉）           | 柳承龍、廉晶雅                                 |
| 9.   | 謊言謊言謊言（原唱：李笛）     | 夏賢尚                                         |
| 10.  | 離別以來（原唱：柳烈）         | 柳承龍                                         |
| 11.  | 萬幸（原唱：李笛）             | 柳承龍、廉晶雅                                 |
| 12.  | 炙熱的告別（原唱：Toy）        | 柳承龍、廉晶雅、夏賢尚、金觰璘、朴英奎、高昌錫 |
| 13.  | 哀愁（原唱：李文世）           | 柳承龍、廉晶雅                                 |
| 14.  | 歲月流逝（原唱：崔浩燮）       | 柳承龍、廉晶雅                                 |

## 製作及記事
- 本片於2019年10月14日開拍，2020年2月6日殺青。
- 2020年9月29日公開首款預告海報及預告片，宣佈本片將於12月上映並正式展開相關宣傳。[3]11月11日舉行製作發佈會[4]，12月12日出演tvN綜藝節目《驚人的星期六》進行宣傳[5]，并曾計劃出演KBS2音樂節目《柳熙烈的写生簿》[6]和tvN談話節目《劉QUIZ ON THE BLOCK》[7]。
- 2020年12月8日，受韓國當地COVID-19疫情再次大流行及防疫政策收緊影響，發行方正式宣佈電影延期上映。[8]

## 票房
2022年10月25日12時49分，樂天娛樂宣布本片觀影人次突破100萬。

## 評價及反應
- 電影專欄作者李恩善：很難說整體劇情和構成進行得非常順暢，但人物過去的畫面讓人印象深刻，對人生這一廣泛的主題進行融合的方式遠遠不足，電影中讓人感動的部分，與其說是電影本身自然而然帶來的，不如說是觀眾連繫到自己熟悉的日常生活而產生的反射作用。
- 電影專欄作者李智惠：電影中選用許多觀眾耳熟能詳的歌曲來表現人物的狀況和心情，但有時歌曲會領先於電影的整體趨勢和角色的感情線，因此妨礙了觀眾的投入。電影中對待死亡的態度讓人印象深刻，主人公選擇用回憶過去經歷過的歲月來紀念的方式，相信會給認為自己還有很多時間活著的人們留下意外的教訓。
- Cine21記者裴東美：歌曲和家庭觀念都很復古，讓人笑著笑著就哭了。
- Cine21記者林秀妍：在短篇小說《好運的一天》加入了李文世的感性。

## 獎項榮譽
| 年份   | 颁奖礼               | 奖项                      | 入围者 | 结果 | 备注                 |
| ------ | -------------------- | ------------------------- | ------ | ---- | -------------------- |
| 2022年 | 第43屆青龍電影獎     | 女主角獎                  | 廉晶雅 | 提名 | [ 10 ] [ 11 ]        |
| 2022年 | 第43屆青龍電影獎     | 新人男演員獎              | 邕聖祐 | 提名 | [ 10 ] [ 11 ]        |
| 2022年 | 第43屆青龍電影獎     | 音樂獎                    | 金俊錫 | 提名 | [ 10 ] [ 11 ]        |
| 2022年 | 第43屆青龍電影獎     | 美術獎                    | 孫珉廷 | 提名 | [ 10 ] [ 11 ]        |
| 2022年 | 第58屆大鐘獎         | 女主角獎                  | 廉晶雅 | 獲獎 | [ 12 ] [ 13 ] [ 14 ] |
| 2022年 | 第58屆大鐘獎         | 男主角獎                  | 柳承龍 | 提名 | [ 12 ] [ 13 ] [ 14 ] |
| 2022年 | 第58屆大鐘獎         | 新人男演員獎              | 邕聖祐 | 提名 | [ 12 ] [ 13 ] [ 14 ] |
| 2022年 | 第58屆大鐘獎         | 音樂獎                    | 金俊錫 | 獲獎 | [ 12 ] [ 13 ] [ 14 ] |
| 2022年 | 第58屆大鐘獎         | 服裝獎                    | 崔世妍 | 提名 | [ 12 ] [ 13 ] [ 14 ] |
| 2022年 | 第58屆大鐘獎         | 新潮流男演員              | 邕聖祐 | 獲獎 | [ 12 ] [ 13 ] [ 14 ] |
| 2023年 | 第21届韩国导演选择奖 | 電影部門 年度女演員獎     | 廉晶雅 | 提名 | [ 15 ]               |
| 2023年 | 第59屆百想藝術大獎   | 電影部門 女子最優秀演技獎 | 廉晶雅 | 提名 | [ 16 ]               |
| 2023年 | 第59屆百想藝術大獎   | 電影部門 男子新人演技獎   | 邕聖祐 | 提名 | [ 16 ]               |
| 2023年 | 第32屆釜日電影獎     | 最佳配乐                  | 金俊锡 | 提名 |                      |

## 外部連結
- NAVER上《人生真美麗》的資料
- Daum上《人生真美麗》的資料

- 韩国电影数据库（KMDb）上《人生真美麗》的資料
- 互联网电影数据库（IMDb）上《給自己的情歌》的资料（英文）